# Éric Boullier
Éric René Boullier (sinh ngày 9 tháng 11 năm 1973) là một kỹ sư đua xe mô tô và người quản lý Pháp. Ông từng là giám đốc của McLaren từ năm 2014 đến năm 2018. Từ mùa giải 2010 đến 2013, ông từng là lãnh đội của Lotus F1 Team và là phó chủ tịch Hiệp hội các đội đua Công thức 1 (FOTA) cho đến khi hiệp hội này giải tán sau sáu năm.

## Sự nghiệp
Boullier tốt nghiệp Viện Khoa học Ứng dụng Bách khoa (Institut polytechnique des Sciences Appliquées) của Pháp, nơi ông theo học ngành kỹ thuật hàng không và tàu vũ trụ. Vào năm 2002, ông đảm nhận vị trí kỹ sư trưởng của đội đua Racing Engineering của Tây Ban Nha và phụ trách chương trình World Series by Nissan.
Đầu năm 2003, ông chuyển đến đội đua DAMS của Pháp với tư cách là giám đốc điều hành và kỹ thuật, bao gồm cả hoạt động của đội A1 Team France.
Cuối năm 2008, Boullier trở thành Giám đốc điều hành của Gravity Sport Management, nơi ông phụ trách cho nhiều tay đua trẻ bao gồm Ho-Pin Tung, Adrien Tambay, Jérôme d'Ambrosio và Christian Vietoris.
Sau mùa giải 2009, đội đua Renault F1 được công ty Genii Capital mua lại. Một trong những nhân vật hàng đầu của Genii là Gérard Lopez, người ủng hộ chính cho Gravity Sport. Vào ngày 5 tháng 1 năm 2010, Boullier được công bố là lãnh đội mới của đội mặc dù chưa từng làm việc ở Công thức 1. Renault F1 đã đứng thứ năm trên bảng xếp hạng các đội đua Công thức 1 năm 2010 và sau khi Renault rút lui, đội Lotus Renault GP mới có tên đã đứng thứ năm trên bảng xếp hạng các đội đua Công thức 1 năm 2011. Boullier vẫn giữ chức hiệu trưởng đội năm 2012 khi đội đã được đổi tên một lần nữa thành Lotus F1 Team. Ông tiếp tục giữ vai trò nầy cho đến hết mùa giải 2013.
Vào ngày 29 tháng 1 năm 2014, Boullier được bổ nhiệm làm giám đốc đua xe của đội đua Công thức 1 McLaren dưới thời Ron Dennis, chủ tịch và giám đốc điều hành của Tập đoàn McLaren. Thông báo này được đưa ra như một phần của cuộc cải tổ quản lý cấp cao lớn hơn của đội đua xe do Tập đoàn McLaren quản lý. Vào ngày 4 tháng 7 năm 2018, ông tuyên bố từ chức tại McLaren Racing.
Vào tháng 2 năm 2019, Boullier gia nhập ban tổ chức Giải đua ô tô Công thức 1 Pháp với tư cách là cố vấn và đại sứ thể thao và chiến lược và đồng thời được bổ nhiệm làm giám đốc điều hành vào tháng 1 năm 2020.